# Танде, Даниэль-Андре
Даниэль-Андре Танде (норв. Daniel-André Tande, род. 24 января 1994 года в Нарвике, Норвегия) — известный норвежский прыгун с трамплина. Четырехкратный чемпион мира по полетам на лыжах с трамплина. Чемпион Олимпийских игр 2018 в командных соревнованиях.

## Карьера
Дебютировал в Кубке Мира на полетных соревнованиях в австрийском Бад-Миттерндорфе 11 января 2014 года, где занял 31 место. Спустя месяц Танде вошёл в состав своей сборной на Олимпийские игры в Сочи, но так как он был слабейшим звеном в команде, выступить в официальных соревнованиях норвежцу не удалось.
Первую победу в Кубке мира Танде одержал 22 ноября 2015 года, на старте сезона, в Клингентале, Германия.
В январе 2016 года на Чемпионате мира по полетам на гигантском трамплине в австрийском Бад-Миттендорфе в составе команды Норвегии выиграл прыгун золотую медаль. Спустя месяц установил рекорд дальности полета на модернизированном трамплине в Куопио, равный 136 метрам (предыдущий рекорд был установлен Масахико Харадой в 1998 году).

## Победы на этапахКубка Мира
| № | Дата       | Место соревнований            |
| - | ---------- | ----------------------------- |
| 1 | 22.11.2015 | Клингенталь, Германия         |
| 2 | 01.01.2017 | Гармиш-Партенкирхен, Германия |
| 3 | 04.01.2017 | Инсбрук, Австрия              |
| 4 | 03.02.2018 | Виллинген, Германия           |
| 5 | 11.03.2018 | Осло, Норвегия                |
| 6 | 24.11.2019 | Висла, Польша                 |
| 7 | 30.11.2019 | Рука, Финляндия               |
| 8 | 06.03.2022 | Осло, Норвегия                |